# کاکتوس توتیای دریایی
کاکتوس توتیای دریایی (نام علمی: Coryphantha echinus) نام یک گونه از سرده کاکتوس‌های کندویی است.